# Greenwich Time Signal
Greenwich Time Signal popularmente conhecido como The Pips (Os bipes), é uma série de tons curtos, que marcam o tempo nas transmissões da BBC Radio. Consiste em 6 bipes transmitidos geralmente ao final de cada hora. A utilização destes sinais também passou a ser utilizada por outras estações de todo o mundo.
Os bips foram introduzidos em 1924 e são gerados pela BBC desde 1990 para marcar o início preciso de cada hora. Sua utilidade na calibração está diminuindo.

## História
Os bips foram transmitidos diariamente desde 5 de fevereiro de 1924, e foram ideia do Astrônomo Real, Sir Frank Watson Dyson, e do chefe da BBC, John Reith. Os bips eram originalmente controlados por dois relógios mecânicos localizados no Royal Greenwich Observatory que tinham contatos elétricos presos a seus pêndulos. Dois relógios foram usados em caso de avaria de um. Estes enviaram um sinal a cada segundo para a BBC, que os converteu para a transmissão de tom oscilatório audível.

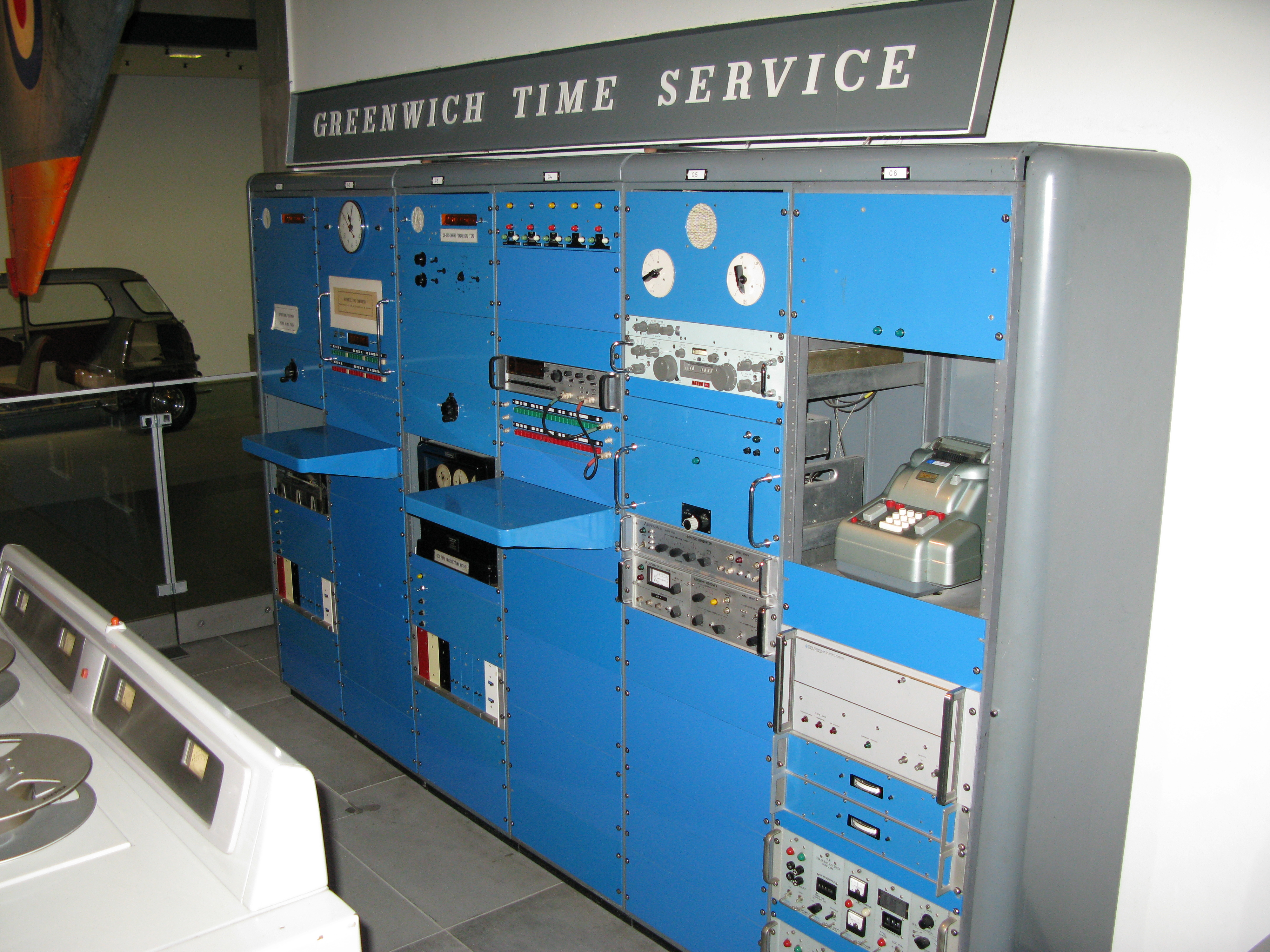
A máquina usada para gerar os bips em 1970

O Observatório Real de Greenwich mudou-se para o Castelo de Herstmonceux em 1957 e o equipamento GTS veio alguns anos mais tarde na forma de um relógio eletrônico. A confiabilidade foi melhorada com o aluguel de duas linhas para o serviço entre Herstmonceux e a BBC, com uma mudança entre as duas na Broadcasting House caso a linha principal fosse desconectada.
O tom enviado nas linhas foi invertido: o sinal enviado para a BBC era um tom estável de 1 kHz quando nenhum pip era necessário e nenhum tom quando um pip deveria ser emitido. Isso permite que falhas na linha sejam detectadas imediatamente por monitoramento automatizado de perda de áudio.
O sinal do horário de Greenwich foi o primeiro som ouvido na transferência para os Jogos Olímpicos de Londres 2012, durante a cerimônia de encerramento dos Jogos Olímpicos de Pequim 2008.
Os bips também foram transmitidos pelo Serviço de Televisão da BBC, mas essa prática foi descontinuada na década de 1960.
Para comemorar o 90º aniversário dos bips em 5 de fevereiro de 2014, o programa Today transmitiu uma sequência que incluía um retrabalho da melodia de Feliz Aniversário usando o GTS como som base.

## Precisão
Os bips para estações de rádio nacionais e algumas estações de rádio locais são cronometradas em relação ao UTC, a partir de um relógio atómico na cave da Broadcasting House sincronizado com o Laboratório Nacional de Física do Tempo de NPL e GPS. Em outras estações, os bips são gerados localmente a partir de um relógio sincronizado com GPS.
A BBC compensa o atraso no equipamento de transmissão e recepção, bem como o tempo da transmissão real. Os bips são cronometrados de forma que sejam recebidos com precisão em ondas longas, até 160 quilômetros (100 mi) do transmissor Droitwich AM, que é a distância até o centro de Londres.
Como um sistema de transferência e transmissão de tempo pré-IRIG e pré-NTP, os bips têm sido um grande sucesso tecnológico. Nos tempos modernos, no entanto, o tempo pode ser transferido para sistemas com CPUs e sistemas operacionais usando BCD ou alguma variante do tempo Unix.
Os métodos de transmissão digital mais recentes introduziram problemas ainda maiores para a precisão do uso dos bips. Em plataformas digitais como DVB, DAB, satélite e internet, os bips - embora gerados com precisão - não são ouvidos pelo ouvinte exatamente na hora. A codificação e decodificação do sinal digital causa um atraso, geralmente entre 2 e 8 segundos. No caso da transmissão por satélite, o tempo de viagem do sinal de e para o satélite adiciona cerca de outros 0,25 segundos.

## Marcação do tempo no celular
Aplicativo The Pips para Android, permite ouvir a sequência original da BBC, a sequência da Rádio Gaúcha (Brasil), da China e da Austrália. Além disso, permite programar em intervalos regulares de 5, 15, 30 ou 60 minutos para que toque a marcação do tempo no celular.